# Steinbock (Wappentier)

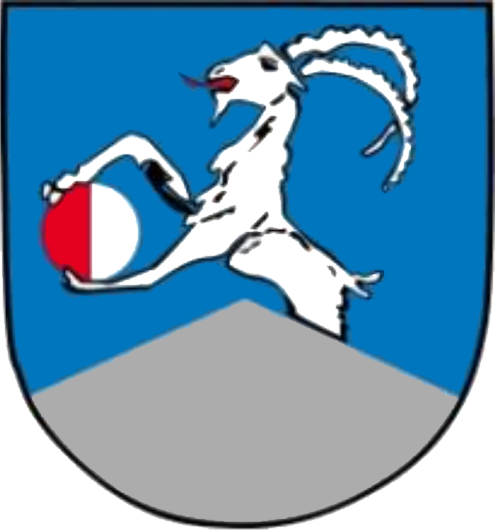
Steinbock im Wappen von Neukirchen am Großvenediger

Hohenems

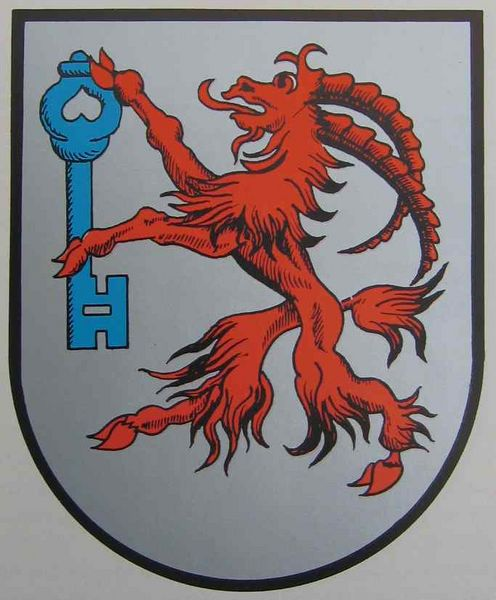
Kommt nicht nur in den Alpen vor: Bodenburg/Niedersachsen

Der Steinbock ist durch das Gehörn vom  Ziegenbock in der Heraldik zu unterscheiden. Das Gehörn ist mindestens auf der Oberseite wellig gezeichnet.
Als Wappentier ist er eine gemeine Figur und wird in der Regel nach rechts sehend (heraldisch) und aufgerichtet auf zwei Hinterbeinen stehend im Wappen dargestellt.

## Darstellungsformen
Die gewählte Farbe des Bockes ist verbreitet Schwarz, dann folgt Silber und selten Gold. In vielen Wappen hält er – wie andere Wappentiere – Fahnen, Schlüssel und ähnliche Symbole. Auf einem Berg oder Dreiberg stehend, kann er unschwer erkannt werden.
Bergün kombiniert einen Steinbock mit Schwert auf dem Dreiberg. St. Leonhard im Pitztal zeigt zwei Tiere in verwechselten Farben.
Die Bewehrung kann, muss aber nicht immer abweichend sein. Neben Hörnern und Hufen werden bevorzugt Zunge und die Genitalien anders gefärbt (tingiert), beispielsweise das Wappen der Gemeinde Hebertshausen (blaue Zunge). Die farbliche Abweichung der Genitalien wird mit geziert (Geschlechtsteile zeigend) oder ungeziert (ohne dieselben) bei Wappenfiguren beschrieben.
Die Hörner werden häufig nicht paarweise im Wappen geführt. Ein Horn mit dem Grind (kleeblattartige Ausführung am Horn in der Heraldik) füllt das Wappenfeld. 
Im Oberwappen ist der Steinbock wachsend zu finden. Ein Beispiel ist das Wappen der Familie Bredow.
Eine besondere Symbolkraft des Steinbockes ist aus den Wappenbeschreibungen (Blasonierungen) nicht herzuleiten. Seine Verbreitung im Wappen ist vielfach beschränkt auf seinen Lebensraum.
Ein Steinbock mit Fischschwanz ist bereits auf der Rückseite eines in Spanien geprägten Denar (Münze) des Augustus zwischen dem Jahr 18 bis 16 vor Chr. zu sehen. Ein Füllhorn, eine Weltkugel und ein Ruder umgeben dieses Tier.